# Lista monumentelor ocrotite de stat din raionul Comrat
Lista monumentelor din raionul Comrat cuprinde monumentele patrimoniului cultural de pe teritoriul fostului raion Comrat (de dinaintea reformei administrative din 1998) înscrise în Registrul monumentelor Republicii Moldova ocrotite de stat.
Registrul monumentelor Republicii Moldova ocrotite de stat a fost aprobat prin Hotărârea Parlamentului nr. 1531-XII împreună cu Legea nr. 1530-XII privind ocrotirea monumentelor RM din 22 iunie 1993. În Monitorul Oficial nr. 1 din 1994 a fost publicată doar Legea, fără a include însă și Registrul, care a fost publicat mult mai târziu, la 2 februarie 2010. A nu se confunda cu Registrul arheologic național sau cel al monumentelor de for public, care sunt liste diferite ce vizează doar anumite compartimente ale patrimoniului cultural, întocmite în baza unor legi separate.
Lista completă este menținută și actualizată periodic de către Ministerul Culturii din Republica Moldova, dar înainte ca modificările să intre în vigoare acestea trebuie să fie aprobate de către Parlament. Această listă este menită să cuprindă și actualizările ulterioare.
| Nr. | Localizare                                                                | Denumire | Datare       | Tip   | Însemnătate | Imagine                 | Erori             |
| --- | ------------------------------------------------------------------------- | --- | ------------ | ----- | ----------- | ----------------------- | ----------------- |
| 231 | Comrat 46°17′59″N 28°39′26″E / 46.299830819892°N 28.657164689933°E        | Catedrala „Sf. Ioan Botezătorul” și turnul-clopotniță de la intrare                                             | 1858         | At    | N           | galerie \| Încarcă foto | Raportează eroare |
| 232 | Comrat 46°17′42″N 28°39′05″E / 46.295084021478°N 28.651487701301°E        | Monument la mormântul comun al 22 ostași căzuți în 1944 și în memoria consătenilor căzuți în război (1941-1945) |              | Is    | L           | galerie \| Încarcă foto | Raportează eroare |
| 233 | Comrat                                                                    | Casa geneticianului Alexei Bîrlădeanu (1883-1959)                                                               |              | Is    | N           | Încarcă foto            | Raportează eroare |
| 234 | Beșalma 46°10′07″N 28°38′41″E / 46.168499380796°N 28.644628428215°E       | Biserica „Sf. Gheorghe”                                                                                         | 1881         | At    | N           | galerie \| Încarcă foto | Raportează eroare |
| 235 | Beșalma 46°09′53″N 28°39′07″E / 46.164781562334°N 28.65198672502°E        | Moară de vînt                                                                                                   | înc. sec. XX | Is At | N           | galerie \| Încarcă foto | Raportează eroare |
| 236 | Beșalma 46°10′07″N 28°38′38″E / 46.168552659587°N 28.643892912279°E       | Monument la mormântul a 6 ostași căzuți în 1944 și în memoria consătenilor căzuți în război (1941-1945)         |              | Is    | L           | galerie \| Încarcă foto | Raportează eroare |
| 237 | Borogani 46°22′22″N 28°31′07″E / 46.372828815326°N 28.518545394234°E      | Biserica „Sf. Arhangheli Mihail și Gavriil”                                                                     | 1811         | At    | N           | Încarcă foto            | Raportează eroare |
| 238 | Borogani                                                                  | Monument la mormântul a 3 ostași căzuți în 1944 și în memoria consătenilor căzuți în război (1941-1945)         |              | Is    | L           | Încarcă foto            | Raportează eroare |
| 239 | Chirsova 46°13′49″N 28°38′58″E / 46.230162507904°N 28.649525590706°E      | Biserica „Sf. Treime”                                                                                           | 1886         | At    | N           | galerie \| Încarcă foto | Raportează eroare |
| 240 | Chirsova                                                                  | Monument eroilor căzuți în război (1941-1945)                                                                   |              | Is    | L           | Încarcă foto            | Raportează eroare |
| 241 | Congaz 46°06′25″N 28°36′02″E / 46.10702766565°N 28.600618258878°E         | Biserica „Sf. Treime”                                                                                           | 1883         | At    | N           | galerie \| Încarcă foto | Raportează eroare |
| 242 | Congaz 46°06′26″N 28°36′05″E / 46.107236°N 28.601489°E                    | Monument eroilor căzuți în război (1941-1945)                                                                   |              | Is    | L           | galerie \| Încarcă foto | Raportează eroare |
| 243 | Dezghingea 46°25′23″N 28°36′59″E / 46.423149575482°N 28.616361880911°E    | Biserica „Sf. Treime”                                                                                           | 1870         | At    | N           | Încarcă foto            | Raportează eroare |
| 244 | Dezghingea 46°25′22″N 28°36′59″E / 46.42264428667°N 28.616502940055°E     | Monument eroilor căzuți în război (1941-1945)                                                                   |              | Is    | L           | Încarcă foto            | Raportează eroare |
| 245 | Ferapontievca 46°13′57″N 28°46′34″E / 46.232373404883°N 28.776204372972°E | Biserica „Sf. Ioan Teologul”                                                                                    | 1861         | At    | N           | galerie \| Încarcă foto | Raportează eroare |
| 246 | Ferapontievca 46°13′57″N 28°46′12″E / 46.232434536087°N 28.770077903885°E | Monument eroilor căzuți în război (1941-1945)                                                                   | 1960         | Is    | L           | Încarcă foto            | Raportează eroare |
| 247 | Sadîc 46°16′09″N 28°31′07″E / 46.269217775525°N 28.518526776727°E         | Biserica „Sf. Ioan Botezătorul”                                                                                 | sec. XIX     | At    | N           | Încarcă foto            | Raportează eroare |